# Hedydipna pallidigaster
Hedydipna pallidigaster е вид птица от семейство Nectariniidae. Видът е застрашен от изчезване.